# Bergen község
Bergen község (Bergen kommune) Norvégia 431 községének (kommune, helyi önkormányzattal rendelkező közigazgatási egység) egyike.

## Települései
Települések (tettsted) és népességük 2006. január 1-jén:
- Bergen (218 032)
- Hylkje (1 864)
- Ytre Arna (2 442)
- Indre Arna (6 166)
- Espeland (1 869)
- Fanahammeren (3 565)
- Nordvik (363, összesen 408)
- Flesland (303)
- Krokeidet (380)